# Hans Leo Epstein
Hans Leo Epstein (* 11. März 1905 in Frankfurt am Main; † 2. September 1967 in San Martino di Castrozza, Italien) war ein deutschamerikanischer Pädagoge jüdischer Religionszugehörigkeit.

## Leben
Hans Epstein wuchs in einer wohlhabenden jüdischen Familie in Frankfurt auf. Nach seinem Studium der Germanistik, Geschichte, Hebraistik, Psychologie und Soziologie promovierte er 1929 bei Franz Schultz und Hans Naumann mit einer aus Schultz’ „Barockseminar“ hervorgegangenen Arbeit über Die Metaphysizierung in der literarwissenschaftlichen Begriffsbildung und ihre Folgen. Er bezeichnete sich selber auch als Schüler von Franz Rosenzweig und Friedrich Gundolf und habe bei Franz Oppenheimer im Nebenfach Soziologie promoviert. Epsteins Dissertation steht wie seine zweite Monographie zum Detektivroman – eine der ersten wissenschaftlichen Untersuchungen zur sogenannten Schundliteratur – im Kontext der frühen Literatursoziologie. Epstein publizierte auch zu jüdischer Kinder- und Jugendliteratur.
Im Anschluss an seine Dissertation arbeitete Epstein zunächst als Lehrer am Frankfurter Goethe-Gymnasium und von Ostern 1933 bis zum 15. Mai 1936 infolge des „Gesetzes zur Wiederherstellung des Berufsbeamtentums“ am Philanthropin, dem liberalen jüdischen Gymnasium in Frankfurt.
Epsteins Frau, Rosy Epstein, war seit der Gründung der Jüdischen Beratungsstelle für Wirtschaftshilfe, Frankfurt/M im Jahre 1933 bis zum Zeitpunkt ihrer Auswanderung für die Beratungsstelle tätig und aus dieser Funktion heraus auch mit der Gründung und Betreuung der Jüdischen Anlernwerkstatt Frankfurt befasst. Diese jüdische Selbsthilfeeinrichtung sollte vor dem Hintergrund der zunehmenden Verdrängung jüdischer Schüler aus dem beruflichen Ausbildungswesen und der generellen Verdrängung der Juden aus der Berufswelt seit dem Frühjahr 1933 eine beruflichen Grundausbildung vermitteln oder zu einer Berufsumschichtung befähigen und damit perspektivisch auch auf die Emigration vorbereiten.
Hans Epstein, der sich auch in der Erwachsenenbildung und im Jüdischen Lehrhausengagierte, beteiligte sich an der Diskussion um die Gestaltung derartiger Ausbildungsgänge und war der theoretische Begründer der Frankfurter Grundlehre, die auf eine frühe berufliche Grundausbildung an Stelle einer rein schulischen Weiterbildung der schulentlassenen Jugendlichen setzte. Das Konzept wurde ab 1936 in Frankfurt praktiziert und Hans Epstein fungierte ab Februar 1936 neben dem nicht-jüdischen Bernhard Beling, der für die berufspraktische Ausbildung verantwortlich war, als pädagogischer Leiter der Anlernwerkstatt.
Von den Nationalsozialisten verfolgt, unternahm Epstein gemeinsam mit seiner Frau Rosy 1937 eine Reise nach Palästina, doch es zog sie in die USA, wo Epstein wieder als Pädagoge tätig wurde. Ab 1940 arbeiteten Hans und Rosy Epstein an einem Internat in der Gegend von Cold Spring Harbor, wo sie auch für einen der Schüler, Arthur Schwartz, zur Pflegefamilie wurden. Anschließend wurde Hans Epstein Geschäftsführer des Jewish Community Council (JCC) in Inwood (Manhattan), das sich vor allem um deutsche und österreichische Emigranten kümmerte. Der Erfolg von Epsteins dortiger Arbeit führte schließlich zum Zusammenschluss der Young Men’s and Young Women’s Hebrew Association (YM&YWHA) of Washington Heights & Inwood mit dem JCC Inwood zur heute noch existierenden sozialen Dienstleistungsorganisation Jewish Community Council of Washington Heights & Inwood. Hans Epstein wurde Direktor der zusammengeschlossenen Organisationen.
Hans Epstein starb am 20. September 1967. Seine Frau Rosy überlebte ihn und starb am 16. Januar 1987. Zu Ehren von Rosy und Hans Epstein wurde der Epstein Memorial Fund eingerichtet.
Epsteins Nachlass befindet sich im Leo Baeck Institut in New York und kann über die Webseiten des Center for Jewish History online eingesehen werden.

## Schriften
- Die Metaphysizierung in der literarwissenschaftlichen Begriffsbildung und ihre Folgen. Dargelegt an drei Theorien über das Literaturbarock (= Germanische Studien. Heft 73). Ebering, Berlin 1929 (Nachdruck: Kraus, Nendeln 1967).
- Der Detektivroman der Unterschicht. Band 1: Die Frank-Allan-Serie. Neuer Frankfurter Verlag, Frankfurt am Main 1930 (mit einem Vorwort von Ernst Krieck – ohne Fortsetzung).
- Die Frankfurter Grundlehre. In: Jüdische Wohlfahrtspflege und Sozialpolitik. […] Zeitschrift der Zentralwohlfahrtsstelle und der Abteilung Wirtschaftshilfe bei der Reichsvertretung der Juden in Deutschland. (laut Impressum letztes Heft des Jahrgangs 1936), S. 198–204 (PDF-S. 183–186 in der Hugo Hahn Collection Scan – Internet Archive oder direkt in der Zeitschrift Jüdische Wohlfahrtspflege und Sozialpolitik Scan – Internet Archive).